# 荒馬と女
『荒馬と女』（あらうまとおんな、原題: The Misfits）は、1961年公開のアメリカ映画。マリリン・モンローの遺作。クラーク・ゲーブルにとっても最後の作品。この映画の後、主演のゲーブル、モンロー、モンゴメリー・クリフトと出演者が相次いで亡くなった。

## ストーリー
ネバダ州リノが舞台。この街で離婚したばかりのロズリンは、年老いたカウボーイのゲイと、自動車修理工のグイドと知り合う。野生馬の群れを見つけたゲイ達は、馬を捕獲してドッグフードを作る工場に売ろうと計画を立てる。ゲイ達は若いカウボーイのパースを仲間に入れ、捕獲に乗り出すが、ロズリンはそれに反対する。

## キャスト
| 役名                   | 俳優                                    | 日本語吹替                                  | 日本語吹替                                           |
| 役名                   | 俳優                                    | NET版                                       | TBS版                                                |
| ---------------------- | --------------------------------------- | ------------------------------------------- | ---------------------------------------------------- |
| ゲイ・ラングランド     | クラーク・ゲーブル                      | 納谷悟朗                                    | 納谷悟朗                                             |
| ロズリン・ターベル     | マリリン・モンロー                      | 向井真理子                                  | 向井真理子                                           |
| パース・ハウランド     | モンゴメリー・クリフト                  | 山内雅人                                    | 津嘉山正種                                           |
| イザベル・スティアーズ | セルマ・リッター                        | 七尾伶子                                    | 京田尚子                                             |
| グイド                 | イーライ・ウォラック                    | 鮎川浩                                      | 富山敬                                               |
| グリズル               | ジェームズ・バートン                    | 西村淳二                                    | 増岡弘                                               |
| レイモンド・ターベル   | ケヴィン・マッカーシー                  | 阪脩                                        | 若本紀昭                                             |
| 老婦人                 | エステル・ウィンウッド                  | 川路夏子                                    | 鈴木れい子                                           |
| フレッチャー少年       | デニス・ショー                          | 浅井淑子                                    |                                                      |
| スーザン               | マリエッタ・ツリー                      | 島美弥子                                    | 荘司美代子                                           |
| ロデオのアナウンス     | N/A                                     | 作間功                                      | 作間功                                               |
| 不明 その他            | N/A                                     | 緑川稔 石森達幸 高村章子 仲木隆司 野田圭一  | 石森達幸 吉田理保子 仲木隆司 郷里大輔 島香裕         |
| 日本語版スタッフ       |                                         |                                             |                                                      |
| 演出                   |                                         | 山田悦司                                    | 山田悦司                                             |
| 翻訳                   | 字幕翻訳 （初公開） 清水俊二 戸田奈津子 | 森みさ                                      | 森みさ                                               |
| 効果                   |                                         | 芦田公雄 高橋偂                             |                                                      |
| 調整                   |                                         | 樋口燎三                                    |                                                      |
| 制作                   |                                         | 東北新社                                    | 東北新社                                             |
| 解説                   |                                         | 淀川長治                                    | 関光夫                                               |
| 初回放送               |                                         | 1966年10月30日 『土曜洋画劇場』 21:00-23:00 | 1983年4月14日 『名作洋画ノーカット10週』※DVD・BD収録 |

## その他
ファザーコンプレックスのモンローにはゲーブルが頼れる男性に見えたであろうことは頷ける。2人の親密ぶりは映画の中だけではなかった。荒馬との格闘シーンで老体に鞭打ち、スタントをつけないで演じた末、ゲーブルはクランクアップ後に倒れ、亡くなった。モンローはゲーブル・ファンからはお前が殺したと責められ、失意に沈んだ。イーライ・ウォラックは、この頃のモンローをよく知る証言者の一人である。モンゴメリーも数年後、若くして不幸な死を遂げる。この映画の原題は"The Misfits"（ザ・ミスフィッツ＝適合せざる者たち）であるが、原作者のアーサー・ミラーは撮影当時モンローの夫であったが、すでに2人の仲は冷却状態にあり、後に離婚。まさに出演者のそれぞれがなにか噛み合わない人生模様のなかで製作された作品であった。
この映画の撮影の様子は、写真家のインゲ・モラス(1962年アーサー・ミラーと結婚)が撮影しており、それらの写真はマグナム・フォトの写真集などで見ることが出来る。

## 参考資料
- The Misfits: Story of a Shoot (Phaidon Inc Ltd, 2000)